# Орри Паудль Дирасон
Орри Паудль Дирасон  (род. 4 июля 1977) — барабанщик группы Sigur Rós. Пришёл в группу в 1999 году, сразу после того, как был записан студийный альбом Ágætis byrjun, в то время как предыдущий барабанщик, Аугуст Эйвар Гюннарссон, покинул группу. Дирасон женился на Лукке Сигурдардоттир на Гавайях в 2005 году. У них есть сын, родившийся в январе 2010 года. Также у него есть дочь от предыдущего брака, её зовут Вака. Первый трек альбома ( ) был назван в её честь. Орри и его супруга живут в предместьях города Мосфедльсбайр, находящегося неподалёку от Рейкьявика, а также от бывшей студии Sigur Rós, Sundlaugin. Лукка, наряду с бойфрендом Йоунси Биргиссона Алексом Сомерсом, входит в группу Toothfaeries, занимающуюся изготовлением официальных товаров ручной работы, связанных с творчеством Sigur Rós.
На его творчестве отразилось влияние таких музыкантов, как Джон Бонэм, Кит Мун, Чарли Уотс, Джинджер Бейкер, Ринго Старр и Митч Митчелл.

## Совместно с Sigur Rós
Орри записал пять студийных альбомов с Sigur Rós: ( ) (2002), Takk… (2005), Með suð í eyrum við spilum endalaust (2008), Valtari (2012) и Kveikur (2013).

## Инструменты
Орри играет на барабанах Gretsch и тарелках Sabian. Тарелками Sabian музыкант пользовался всегда, а вот барабаны Gretsh появились на его «живых» выступлениях с группой Sigur Rós во время тура «Heima» в августе 2006 года. До этого же он предпочитал тарелки Premier. Его основной барабан — 14"x6.5" Ayotte, а запасной — DW 14"x8". Он использует палочки A5 и джазовые щётки.